# Вернаму
Ве́рнаму (швед. Värnamo) — город в лене Йёнчёпинг на юге Швеции. Административный центр одноимённой коммуны. Расположен на северном берегу озера Видёстерн на реке Лаган, которая впадает в пролив Каттегат.

## Этимология
Название происходит от швед. värn — «оборона» и mo — «песок».

## История
1 ноября 1920 года получил статус города.

## Экономика
В Вернаму находится производственная площадка шведской компании 3M Svenska AB, головной офис которой находится в коммуне Сольна, пригороде Стокгольма, дочерней компании американской компании 3M, мирового лидера в области разработок и производства средств индивидуальной защиты.
В Вернаму находится производственная площадка шведской компании DS Smith Packaging Sweden AB, дочерней компании британской компании DS Smith, один из ведущих в мире поставщиков экологически чистой упаковки из гофрокартона.
В Вернаму находится биоэлектростанция энергетической компании Sydkraft, которая работает на биотопливе, главным образом древесине, а также соломе и RDF-топливе. Представляет собой  парогазовую установку IGCC на технологии газификации в газификаторе с циркулирующим псевдоожиженным слоем, разработанную в сотрудничестве с Foster Wheeler (с 2017 года в составе Wood Group). Установленная электрическая мощность ПГУ — 6 Мвт, отпуск тепла — 9 МВт в систему централизованного отопления Вернаму. В 2000 году ПГУ выведена из эксплуатации, поскольку установка неэкономичная.

## Спорт
В 1912 году основан футбольный клуб «Вернаму», который играет в высшей лиге.

## Транспорт
В 13 км к северу находится военный аэродром Хагсхульт Вооружённых сил Швеции. В 51 км находится аэропорт Векшё-Крунуберг, в 63 км — аэропорт Йёнчёпинг.
Вернаму находится у пересечения национальной дороги 27 и Европейского маршрута E04.
В городе находится железнодорожная станция, узел линий Хальмстад — Несшё и Карлскруна — Гётеборг.

## Инфраструктура здравоохранения и образования
В Вернаму находится госпиталь.
В Вернаму находится гимназия «Финнведен» (Finnvedens gymnasium) и Народный университет Вернаму (Värnamo folkhögskola).